# Entropie de Rényi
Pour les articles homonymes, voir Entropie.
L'entropie de Rényi, due à Alfréd Rényi, est une fonction mathématique qui correspond à la quantité d'information contenue dans la probabilité de collision d'une variable aléatoire.

## Définition
Étant donnés une variable aléatoire discrète {\displaystyle X} à {\displaystyle n} valeurs possibles {\displaystyle (x_{1},x_{2},\ldots x_{n})}, ainsi qu'un paramètre réel {\displaystyle \alpha } strictement positif et différent de 1, l' entropie de Rényi d'ordre {\displaystyle \alpha } de {\displaystyle X} est définie par la formule :

## Cas particuliers
L'entropie de Rényi généralise d'autres acceptions de la notion d'entropie, qui correspondent chacune à des valeurs particulières de {\displaystyle \alpha }.

### Entropie de Hartley
Le cas {\displaystyle \alpha =0} donne :
{\displaystyle H_{0}(X)=\log n=\log |X|}
ce qui correspond au logarithme du cardinal de {\displaystyle X}, qui correspond à l'entropie de Hartley.

### Entropie de Shannon
D'après la règle de L'Hôpital, on peut trouver une limite à  {\displaystyle H_{\alpha }(X)} quand {\displaystyle \alpha } tend vers 1 :
{\displaystyle \lim _{\alpha \rightarrow 1}H_{\alpha }(X)=-\sum _{i=1}^{n}p_{i}\log p_{i}}
Cette expression correspond à l'entropie de Shannon.

### Entropie de collision
Dans le cas où {\displaystyle \alpha =2}, on trouve l'entropie dite de collision, appelée parfois simplement « entropie de Rényi » :
{\displaystyle H_{2}(X)=-\log \sum _{i=1}^{n}p_{i}^{2}=-\log P(X=Y)}
où Y est une variable aléatoire indépendante et identiquement distribuée par rapport à X.

### Entropie min
En faisant tendre {\displaystyle \alpha } vers l'infini, on trouve l'entropie min :
{\displaystyle H_{\infty }(X)=-\log \sup _{i=1..n}p_{i}}

## Propriétés

### Décroissance selon α
{\displaystyle H_{\alpha }} est une fonction décroissante de {\displaystyle \alpha }.

#### Preuve
Soit {\displaystyle P=\{p_{1},p_{2},...,p_{n}\}} une distribution de probabilité
{\displaystyle {\begin{aligned}{\frac {dH_{\alpha }}{d\alpha }}&={\frac {d}{d\alpha }}({\frac {1}{1-\alpha }}\log \sum _{i=1}^{n}P(X=x_{i})^{\alpha })\\&={\frac {1}{(1-\alpha )^{2}}}\sum _{i=1}^{n}q_{i}\log({\frac {p_{i}}{q_{i}}})\\&=-{\frac {1}{(1-\alpha )^{2}}}D_{KL}(Q||P)\end{aligned}}}
avec {\displaystyle Q} la distribution de probabilité des {\displaystyle q_{i}={\frac {p_{i}^{\alpha }}{\sum _{j=1}^{n}p_{j}^{\alpha }}}} et {\displaystyle D_{KL}} la Divergence de Kullback-Leibler de {\displaystyle Q} par rapport {\displaystyle P}.
Puisque cette divergence est positive, la dérivée de l'entropie de Rényi en devient négative et donc {\displaystyle H_{\alpha }} est bien décroissante en {\displaystyle \alpha }.

#### Preuve alternative
Soit {\displaystyle P=\{p_{1},p_{2},...,p_{n}\}} une distribution de probabilité,
{\displaystyle {\begin{aligned}H_{\alpha }(X)&={\frac {1}{1-\alpha }}\log \sum _{i=1}^{n}P_{X}(x_{i})^{\alpha }\\&=-\log \mathbb {E} [P_{X}(X)^{\alpha -1}]^{\frac {1}{\alpha -1}}\\&=-\log \mathbb {E} [P_{X}(X)^{\alpha -1}]^{{\frac {\beta -1}{\alpha -1}}{\frac {1}{\beta -1}}}\\&\geq -\log \mathbb {E} [P_{X}(X)^{{\alpha -1}{\frac {\beta -1}{\alpha -1}}}]^{\frac {1}{\beta -1}}\\&=-\log \mathbb {E} [P_{X}(X)^{\beta -1}]^{\frac {1}{\beta -1}}\\&={\frac {1}{1-\beta }}\log \sum _{i=1}^{n}P_{X}(x_{i})^{\beta }\\&=H_{\beta }(X)\end{aligned}}}
L'inégalité provient de l'Inégalité de Jensen appliquée dans les cas suivants à {\displaystyle \mathbb {E} [x^{c}]}, en notant {\displaystyle c={\frac {\beta -1}{\alpha -1}}} :
- Si, {\displaystyle c>1} et donc {\displaystyle x^{c}} est convexe et {\displaystyle {\frac {1}{\beta -1}}>0}.
- Si, {\displaystyle c<0} donc {\displaystyle x^{c}} est convexe et {\displaystyle {\frac {1}{\beta -1}}>0}.
- Si, {\displaystyle c>0} donc {\displaystyle x^{c}} est concave {\displaystyle {\frac {1}{\beta -1}}<0}.
- Si {\displaystyle (\alpha =1)\lor (\beta =1)}l'application de l'inégalité est immédiate.

Ce qui donne la croissance de {\displaystyle \alpha \rightarrow H_{\alpha }}.

#### Relations entre les entropies de différents ordres
L'entropie de Rényi est donc une fonction décroissante de son ordre.
De plus, on remarque que {\displaystyle H_{2}\leq 2H_{\infty }} puisque {\displaystyle H_{2}=-\log(\sum _{i=1}^{n}p_{i}^{2})\leq -\log(\sup _{i}(p_{i}^{2}))=-2\log(\sup _{i}(p_{i}))=2H_{\infty }}.

## Divergence de Rényi
Pour deux distributions de probabilités {\displaystyle P=\{p_{1},p_{2},...,p_{n}\}} et {\displaystyle Q=\{q_{1},q_{2},...,q_{n}\}}, la divergence de Rényi de {\displaystyle P} selon {\displaystyle Q} est définie comme :
{\displaystyle D_{\alpha }(P\|Q)={\frac {1}{\alpha -1}}\log {\Bigg (}\sum _{i=1}^{n}{\frac {p_{i}^{\alpha }}{q_{i}^{\alpha -1}}}{\Bigg )}}
La limite {\displaystyle D_{1}(P\|Q)}existe et correspond à la Divergence de Kullback-Leibler.